# Protocolo de Río de Janeiro
El 29 de enero de 1942 fue firmado el Protocolo de Paz, Amistad y Límites de Río de Janeiro, ideado para poner punto final al conflicto ecuatoriano-peruano sobre las fronteras entre ambos países.

## Antecedentes
La historia de la delimitación de la frontera entre el Perú y Ecuador ha sido larga y complicada. Una de las fechas críticas más antiguas data de 1857, cuando se produjo el primer conflicto fronterizo entre ambos países. Esta crisis culminó el 3 de diciembre de 1859 con la suscripción de una convención cuyo artículo primero estableció la suspensión de toda acción bélica entre ambos gobiernos, aun cuando en aquel conflicto no se registraron hechos de armas.
El 25 de enero de 1860, se firmó en la hacienda Mapasingue, ubicada al norte de Guayaquil, un tratado por el que Ecuador declaró nulo y sin efecto la asignación de territorios cedidos a sus acreedores, habiendo aceptado los límites de los Virreinatos del Perú y de Santa Fe de Bogotá, conforme a la Real Cédula del 15 de julio de 1802. Este tratado establecía un plazo de dos años para que sea ratificado por ambos países. Sin embargo, fue declarado nulo por Ecuador, en 1861.
Posteriormente Perú, en el año de 1863, también declararía el tratado nulo, por razones similares a las de Ecuador. 
En 1887 ambos países llegaron a un arreglo que Ecuador luego declararía perjudicial para su soberanía. Finalmente, el Protocolo del 21 de junio de 1924 estableció una fórmula mixta para solucionar el problema de límites, pero las conferencias fracasaron. En 1936 se fijó una "línea de statu quo" como frontera provisional, mutuamente reconocida, tomando como base los territorios que cada país poseía de facto. Dentro de dicha línea provisional, en la zona correspondiente al actual departamento peruano de Amazonas, se fijaba, como frontera natural, la Cordillera del Cóndor. Ese mismo año ambas partes se reunieron en Washington, pero las conversaciones fracasaron por las reclamaciones ecuatorianas de llegar al Marañón y el Amazonas.

## La guerra de 1941 y el protocolo
El 5 de julio de 1941, después de una serie de incidentes en el río Zarumilla, se inició otro conflicto entre los dos países. Durante el enfrentamiento armado las fuerzas armadas peruanas superaron fácilmente a las defensas ecuatorianas, ocupando militarmente las siguientes provincias (cantones) ecuatorianas: 
En la Costa: El Oro y Puerto Bolívar, ejerciendo el Perú un bloqueo marítimo a la ciudad de Guayaquil el principal puerto comercial y base naval del Ecuador.
En la sierra: La Provincia de Loja y Zamora Chinchipe.
En la selva amazónica Perú ocupa: Sucumbíos, Napo y Pastaza en las partes que corresponden a la antigua Gobernación de Quijos que, según la Real Cédula del 15 de julio de 1802, pasó al Virreinato del Perú y que Ecuador ocupó aprovechando que el Perú enfrentaba a Chile en la guerra de 1879.
Las fuerzas armadas peruanas gobernaron y restablecieron el orden, así como las actividades comerciales y de telecomunicaciones, en los territorios ecuatorianos ocupados.

### Negociaciones
Inicialmente Estados Unidos se erigió con un rol de liderazgo destacable en cuanto al proceso de paz que otros países del continente como Brasil o Argentina buscaban para el Perú y Ecuador. Sin embargo, con la entrada de EE. UU. a la Segunda Guerra Mundial tras el ataque a Pearl Harbor, su atención prioritaria en política exterior dio un giro pronunciado hacia la guerra.
La firma del protocolo en la ciudad brasileña de Río de Janeiro se debió a una casualidad al aprovecharse una reunión multilateral, convocada por Estados Unidos, con intención de hacer una consulta común sobre la postura a adoptar respecto a la guerra mundial tras el ingreso de Estados Unidos. Así, Ecuador y el Perú fueron presionados a solucionar su conflicto en busca de una solidaridad conjunta del continente en vistas al enfrentamiento con las potencias del Eje.
Las negociaciones fueron duras dado que las posturas diferían enormemente entre los países: Estados Unidos se proyectaba únicamente hacia el esfuerzo bélico contra el Eje, Argentina buscaba no inmiscuirse en el conflicto global mientras que Perú recelaba de que Chile se convirtiese en uno de los garantes del Protocolo al ser todavía conscientes de los sucesos de la guerra del Pacífico.
Tanto la confección como la firma del tratado fue singular en el campo del derecho internacional, si bien se adecuó a la normativa internacional americana recogida en la Convención de La Habana de 1928 (en el marco de la Sexta Conferencia Internacional Americana), el tener como partes firmantes a las partes involucradas y como garantes del tratado a Estados que ni tenían intereses territoriales en la zona ni alianzas determinantes con ninguno de los países en conflicto se considera pionero en el campo del derecho.

### Suscripción del protocolo
El 29 de enero de 1942 se firma el Protocolo de Paz, Amistad y Límites de Río de Janeiro, firmado por los cancilleres Alfredo Solf y Muro, por el Perú y Julio Tobar Donoso, por el Ecuador; Enrique Ruiz Guiñazú, por Argentina; Juan B. Rossetti, por Chile; Summer Welles, por EE. UU.  y Oswaldo Aranha, por Brasil.
El 26 de febrero de 1942, los congresos de ambos países ratificaron el protocolo suscrito por sus cancilleres. El Congreso del Perú aprobó por unanimidad el protocolo que fue sancionado el mismo día por el presidente Manuel Prado y el canciller Alfredo Solf y Muro. Por su parte, en Ecuador se votó tanto en la Cámara de Diputados como en el Senado, siendo las votaciones de 26 votos a favor, 3 en contra y 5 abstenciones en el Senado; y 43 votos a favor, 3 en contra y 3 abstenciones en la Cámara baja. Sería sancionado el 28 de febrero por el presidente Carlos Arroyo y el canciller Julio Tobar Donoso.

## Hechos posteriores
En cumplimiento con este Protocolo se empezaron a colocar los hitos que marcaban la línea fronteriza. Lamentablemente, y pese a lo avanzado del proceso, Perú y Ecuador discreparon por un problema geográfico en un sector de la Cordillera del Cóndor. La cuestión fue sometida al arbitraje del experto brasileño Braz Dias de Aguiar, quien estableció en su Laudo Arbitral la línea por la que tenía que pasar la frontera en ese sector.
Sobre la base del Protocolo de Río de Janeiro y del mencionado Laudo Arbitral, se prosiguió con la demarcación del terreno y se colocaron los hitos en aproximadamente el 90% de la frontera. Pero el proceso fue nuevamente interrumpido cuando un gobierno de Ecuador objetó el Protocolo en su conjunto, insistiendo en la tesis subjetiva de que las provincias peruanas de Jaén y Maynas, que están situadas al norte de los ríos Marañón y Amazonas, le pertenecían.
La situación se agravó en 1995 con el conflicto armado ocurrido en la cabecera del río Cenepa desarrollándose, como consecuencia de este enfrentamiento armado, conversaciones para culminar con la colocación de hitos dentro de un acuerdo global y definitivo tras la firma del Acta de Brasilia, que ratificó el Protocolo de Paz, Amistad y Límites de Río de Janeiro de 1942, el Laudo Arbitral de Braz Dias de Aguiar y sus instrumentos complementarios.